# وارويك ثورنتون
وارويك ثورنتون (بالإنجليزية: Warwick Thornton)‏ هو مخرج أسترالي، ولد في 23 يوليو 1970 في أليس سبرينغز في أستراليا.

## وصلات خارجية
- وارويك ثورنتون على موقع IMDb (الإنجليزية)
- وارويك ثورنتون على موقع ألو سيني (الفرنسية)
- وارويك ثورنتون على موقع أول موفي (الإنجليزية)
- وارويك ثورنتون على موقع قاعدة بيانات الفيلم (الإنجليزية)
- وارويك ثورنتون على موقع كينوبويسك (الروسية)